# 1007 Pawlowia
1007 Pawlowia là một tiểu hành tinh vành đai chính. Nó được phát hiện bởi Vladimir Aleksandrovich Albitzky ngày 5 tháng 10 năm 1923. Tên ban đầu của nó là 1923 OX. Nó được đặt theo tên Ivan Pavlov.